# 三重村 (三重県)
三重村（みえむら）は三重県三重郡にあった村。現在の四日市市の中部、海蔵川の中流域にあたる。

## 地理
- 河川：海蔵川

## 歴史
- 1889年（明治22年）4月1日 - 町村制の施行により、東坂部村・西坂部村・山之一色村・生桑村・小杉村の区域をもって発足。
- 1954年（昭和29年）7月1日 - 四日市市に編入。同日三重村廃止。

## 交通

### 道路
現在は旧村域に東名阪自動車道の御在所サービスエリアが所在するが、当時は未開通。